# Danh sách ứng dụng Android mã nguồn mở và miễn phí

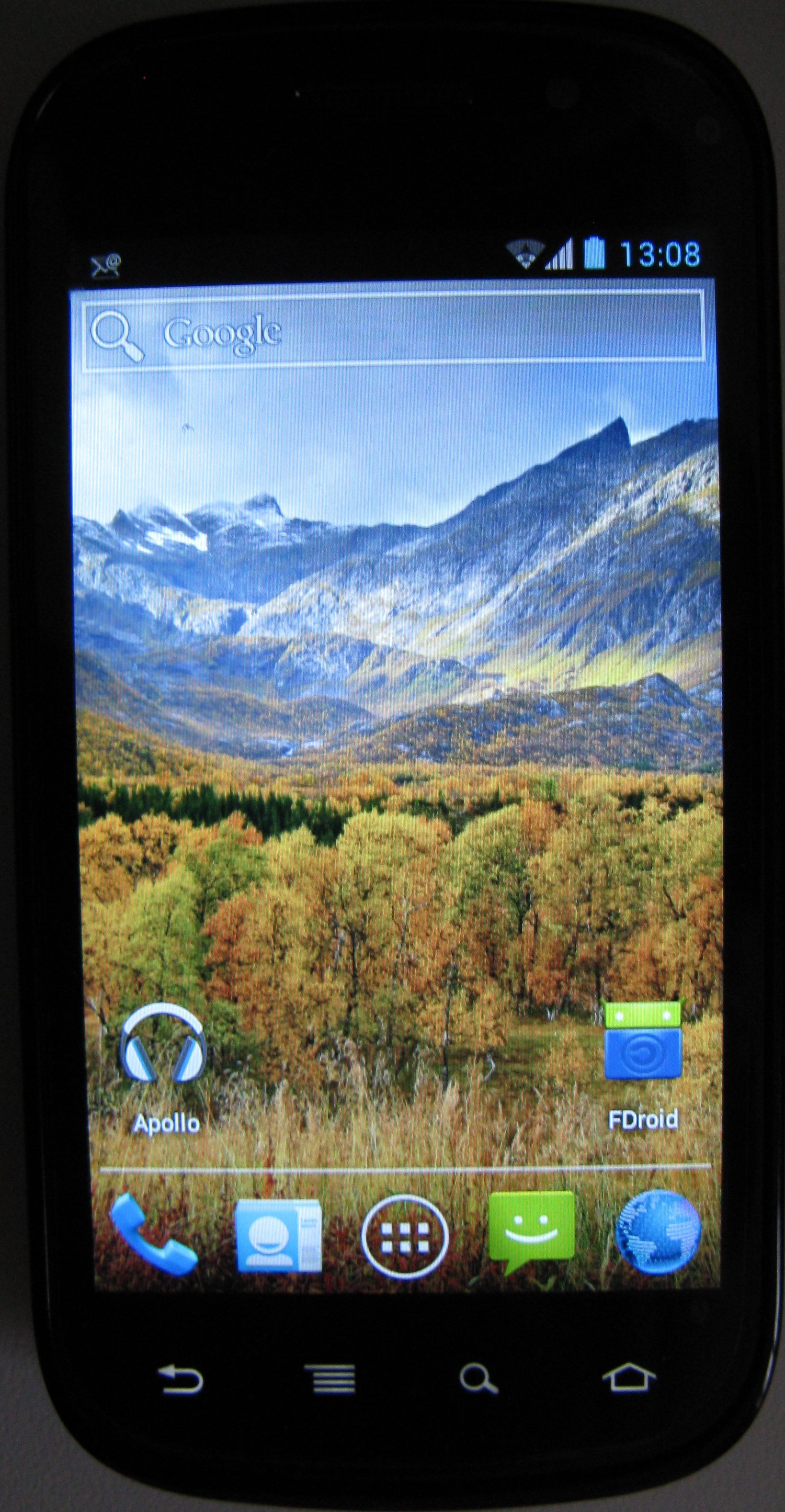
Hầu hết các điện thoại Android, như Nexus S, cho phép cài đặt ứng dụng từ cửa hàng Play Store, F-Droid hay cài đặt trực tiếp thông qua tập tin APK

Đây là danh sách chưa hoàn chỉnh của ứng dụng (app) đáng chú ý chạy nền tảng Android đáp ứng được tiêu chuẩn phần mềm miễn phí và phần mềm mã nguồn mở. Để xem danh sách đầy đủ hơn, vui lòng xem mục Liên kết ngoài bên dưới.

## Truyền thông

### Chặn quảng cáo
| Tên ứng dụng | Mô tả          | Có mặt trên | Có mặt trên | Có mặt trên | Có mặt trên | Giấy phép | API       | Chú thích |
| Tên ứng dụng | Mô tả          | APK         | Play Store  | F-Droid     | Mã nguồn    | Giấy phép | API       | Chú thích |
| ------------ | -------------- | ----------- | ----------- | ----------- | ----------- | --------- | --------- | --------- |
| AdAway       | Chặn quảng cáo |             | Không       | Có          | github      | GNU GPLv3 |           |           |
| Adblock Plus | Chặn quảng cáo | Trang web   | Không       | Có          | github      | GNU GPLv3 | L7 / 2.1+ |           |

1. ↑  Cột API được dùng để mô tả phiên bản Android nào mà ứng ứng dụng đó tương thích. Ví dụ như, nếu cột API hiển thị "5.1", nghĩa là ứng dụng đó tương thích với Android 5.1 hay mới hơn; "L7" hay "L14" có nghĩa là phiên bản Android API cụ thể.

## Tổng quát

### Tiện ích
| Tên ứng dụng    | Mô tả                                              | Có mặt trên | Có mặt trên | Có mặt trên | Có mặt trên | Giấy phép  | API    | Chú thích |
| Tên ứng dụng    | Mô tả                                              | APK         | Play Store  | F-Droid     | Mã nguồn    | Giấy phép  | API    | Chú thích |
| --------------- | -------------------------------------------------- | ----------- | ----------- | ----------- | ----------- | ---------- | ------ | --------- |
| Barcode Scanner | Bộ đọc barcode                                     |             | Có          | Có          | github      | Apache 2.0 | 4.0.3+ |           |
| Impress Remote  | Bộ điều khiển từ xa khi trình diễn cho LibreOffice | ?           | Có          | Một phần    | git         | MPL2       | 2.3+   |           |

## Bảo mật
| Tên ứng dụng | Mô tả                  | Có mặt trên | Có mặt trên | Có mặt trên | Có mặt trên | Giấy phép            | API  | Chú thích       |
| Tên ứng dụng | Mô tả                  | APK         | Play Store  | F-Droid     | Sources     | Giấy phép            | API  | Chú thích       |
| ------------ | ---------------------- | ----------- | ----------- | ----------- | ----------- | -------------------- | ---- | --------------- |
| KeePassDroid | Quản lý mật khẩu       |             | Có          | Có          | github      | GPLv3                | 1.5+ | Port of KeePass |
| PasswdSafe   | Quản lý mật khẩu       | list        | Có          | Có          | git         | Artistic License 2.0 | 1.6+ |                 |
| Prey         | Chống trộm và giám sát |             | Có          | Không       | github      | GPLv3                |      |                 |